# Museumslandschaft von Sitges

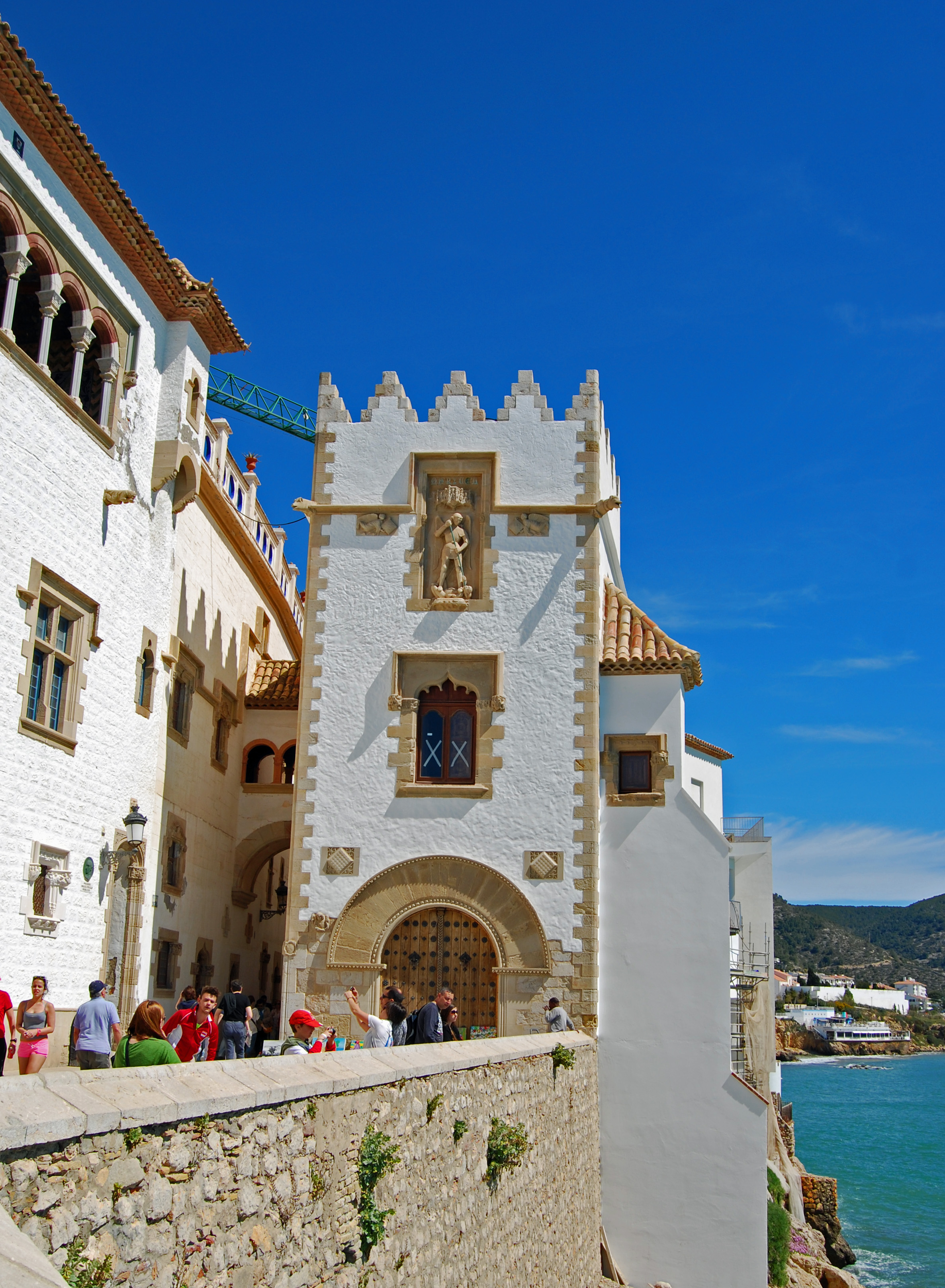
Das Maricel Museum in Sitges

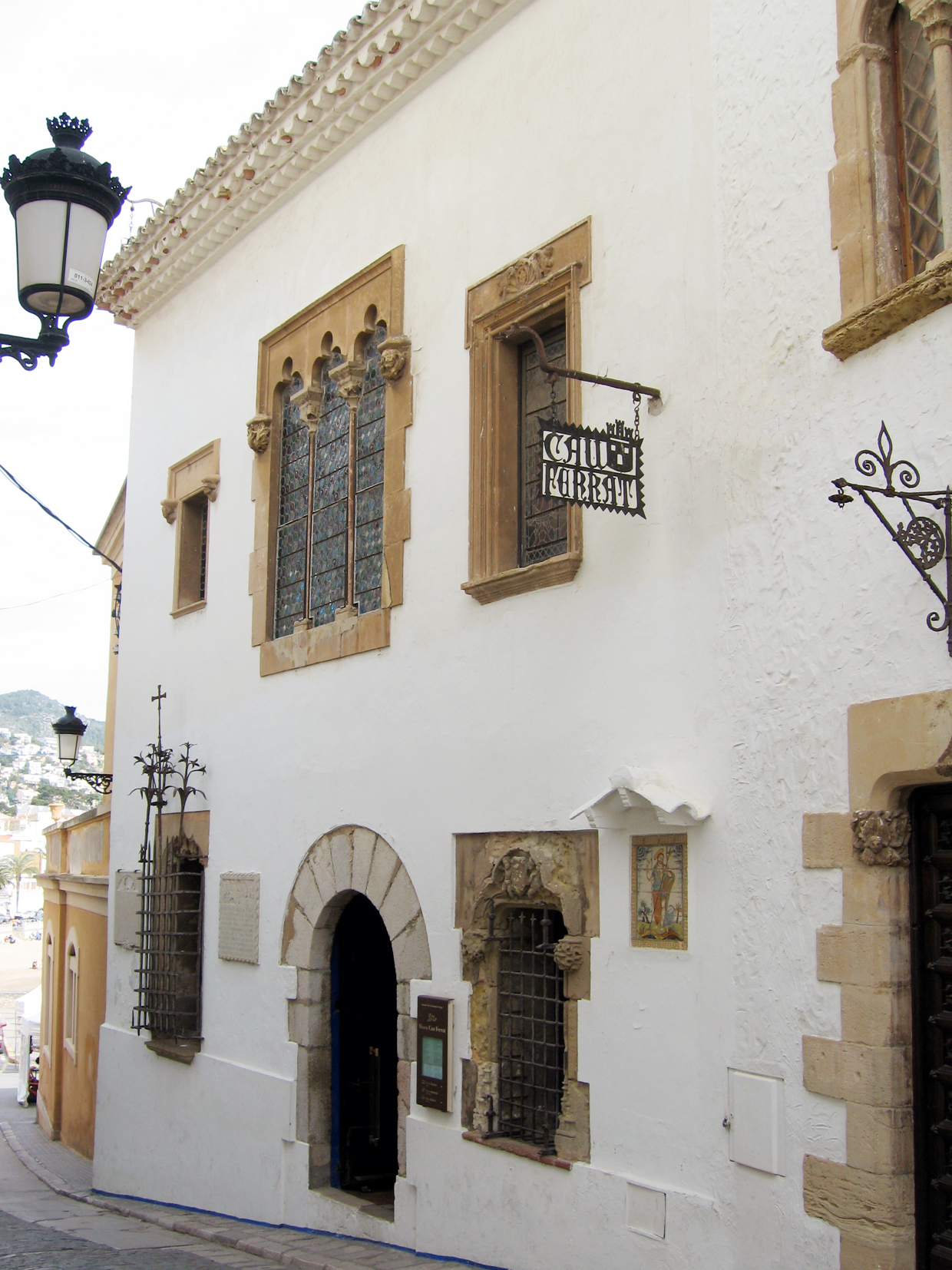
Das Museum Cau Ferrat in Sitges

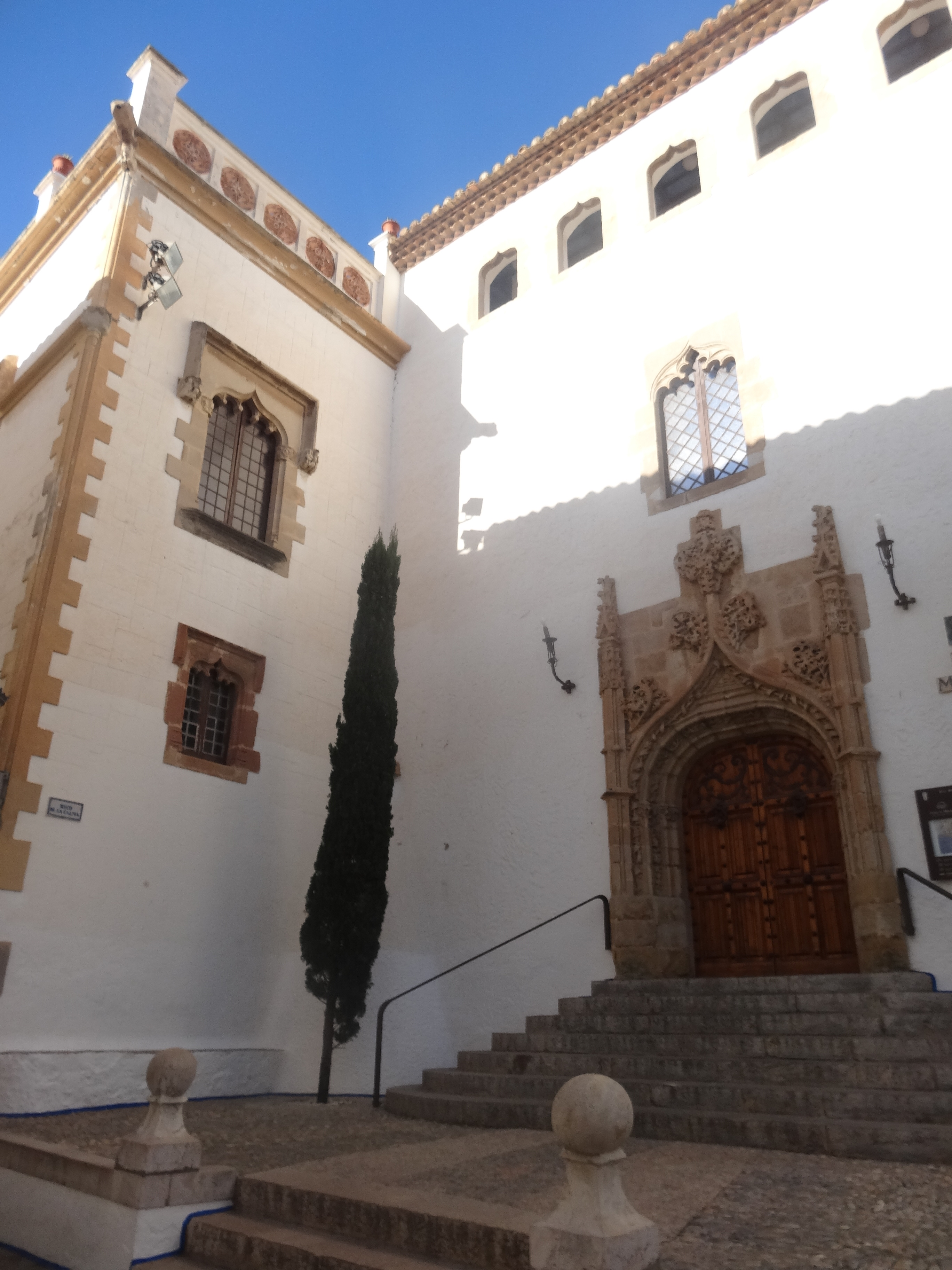
Der Palau de Maricel in Sitges

Die Museumslandschaft von Sitges in Katalonien liegt direkt am Meer im Stadtteil Sant Juan im alten Kern der Stadt. Sie besteht aus dem künstlerisch-architektonischen Maricel-Komplex und dem Museum Cau Ferrat, die beide zum heutigen Museumsverbund von Sitges gehören. Der museal-architektonische Maricel-Komplex besteht aus dem eigentlichen Museum Maricel, dem Can (Haus) Rocamora und dem Palau (Palast) Maricel. Der Maricel-Komplex wurde in den Jahren 1910 bis 1918 von dem nordamerikanischen Magnaten, Kunstsammler und Philanthropen Charles Deering erworben und durch den Künstler und Ingenieur Miquel Utrillo (1862–1934) im Auftrag dieses Kunstmäzens baulich gestaltet. Das bauliche Ensemble stellt ein herausragendes architektonisches Kunstwerk dar, das stilistisch zwischen dem katalanischen Modernisme und Noucentisme einzuordnen ist. Maricel veränderte grundlegend das Aussehen des alten Stadtteil Sant Joan von Sitges und machte Sitges zum „Mekka des Modernismus“. Das Museum Cau Ferrat wurde von dem Künstler und Schriftsteller Santiago Rusiñol zur Aufbewahrung seiner Kunstsammlung in den Jahren 1893/1894 durch die Zusammenlegung zweier älterer Häuser unter der Leitung des Architekten Francesc Rogent (1861–1898) etabliert. Dieses Gebäude wurde im Jahr 1933, wie von Santiago Rusiñol in seinem Testament verfügt, als öffentliches Kunstmuseum zugänglich gemacht. Die beiden Museen in der Altstadt von Sitges sind als Kulturdenkmal von Katalonien unter Denkmalschutz gestellt.

## Struktur und Entwicklung der Museumslandschaft von Sitges
Der museale Komplex an der Straße „Fonolar“ in der Altstadt von Sitges umfasst von Südwest nach Nordost folgende Gebäude: Das Museum Maricel, das Can Rocamora (Haus Rocamora) und das Museu del Cau Ferrat. Das zwischen dem Cau Ferrat- und dem Maricel-Museum gelegene Can Rocamora hatte Charles Deering 1915 erworben. Beim Weggang von Sitges schenkte er dieses Haus seinem Freund, dem Maler Ramon Casas, der es später seinen Neffen Rocamora vermachte. Die Bezirksregierung von Barcelona kaufte dieses Anwesen im Jahr 1971 an und führte so die beiden benachbarten Museen baulich und organisatorisch zu einer Museumslandschaft zusammen. Meerabgewandt, auf der gegenüberliegenden Straßenseite dieser Gebäudereihe befindet sich der Maricel Palast. Die Bezirksverwaltung von Barcelona kaufte dieses Anwesen im Jahr 1969 von Charles Deering an und richtete hier die Kunst- und Antiquitätensammlung von Dr. Jesús Pérez-Rosales (1896–1989) ein. Sie eröffnete das Museum im Jahr 1970 und integrierte 1995 die städtische Kunstsammlung in die Museen. In den Museumsverbund von Sitges gehört weiterhin die zeitgenössische Kunstsammlung „Stämpfli“, die nicht weit entfernt von dem geschilderten Museumskomplex am alten Markt der Stadt liegt, sowie das Romantik-Museum Can Llopis, das in einem neoklassischen, 1793 errichteten Gebäude in der Stadt untergebracht ist. Das „Consorci del Patrimoni“, das Konsortium für das Kulturgut von Sitges, gebildet aus der Bezirksverwaltung von Barcelona und der Stadtverwaltung von Sitges, trägt heute die Verantwortung für die Leitung, Erhaltung und Entwicklung dieser einmaligen architektonischen und musealen Museumslandschaft.